# Antonio Hernández Mancha
Pour les articles homonymes, voir Antonio Hernández et Hernández.
Antonio Hernández Mancha, né le 1er avril 1951 à Guareña, est un avocat et homme politique espagnol.
Élu au Parlement d'Andalousie en 1982, puis au Sénat quatre ans plus tard, il devient, en 1987, président de l'Alliance populaire (AP) en battant Miguel Herrero, soutenu par la direction sortante. En 1989, après deux ans d'un leadership contesté, il renonce à se présenter à sa succession et quitte la vie politique.

## Biographie

### Carrière professionnelle
Il commence sa vie professionnelle en tant qu'avocat de l'État, à Cordoue, puis Grenade. En 1979, il devient, pour deux ans, professeur adjoint de droit civil à l'université de Cordoue.

### Vie politique andalouse
Il est désigné président de l'Alliance populaire d'Andalousie en 1980 et se présente, deux ans plus tard, comme chef de file aux élections régionales du 23 mai 1982. L'AP remporte 17,1 % des voix et 17 sièges sur 109, contre 66 aux socialistes. Il devient alors porte-parole du groupe parlementaire conservateur.
Lors du IVe congrès national de l'AP, en février 1981, il est élu vice-président du parti, alors présidé par l'ancien ministre franquiste, Manuel Fraga.
Aux élections régionales du 22 juin 1986, il conduit les listes de la Coalition populaire (CP), dont l'AP est la principale composante. Le Parti socialiste ouvrier espagnol (PSOE) conserve sa majorité absolue mais la CP obtient 22,3 % des voix et 28 élus. Le 30 juillet, le Parlement d'Andalousie le nomme membre du Sénat.

### Président de l'Alliance populaire
Après l'annonce de Manuel Fraga de sa démission de la présidence de l'Alliance populaire, Antonio Hernández Mancha et Miguel Herrero annoncent leur candidature. Il reçoit le soutien de la fédération catalane ou des Nouvelles générations (NNGG, organisation de jeunesse), et échoue à trouver un consensus avec Herrero,. Le 7 février 1987, il est élu président de l'AP par 1930 voix, contre 729 à son adversaire, sa victoire emportant l'élection de Gerardo Fernández Albor, Abel Matutes, Alberto Ruiz-Gallardón, José Manuel Romay, comme vice-présidents, et Arturo García-Tizón en tant que secrétaire général.
Une semaine plus tard, il échoue à prendre le contrôle du groupe de la CP au Congrès des députés face aux partisans de son adversaire, García-Tizón n'étant pas choisi comme porte-parole, même si Romay est désigné président. Il renouvelle le comité exécutif dès le 20 février en intégrant José María Aznar, candidat au secrétariat général sur la liste d'Herrero.

### Motion de censure contre González
Le 23 mars 1987, il dépose, au bureau du Congrès des députés, une motion de censure contre le président du gouvernement socialiste Felipe González, qui n'a cependant aucune chance d'aboutir dans la mesure où le PSOE dispose de la majorité absolue, afin de renforcer son image auprès de l'opinion publique. Cette initiative est critiquée par les autres forces de l'opposition parlementaire, qui rejettent sa candidature à la présidence du gouvernement, s'opposent à son programme politique et dénoncent l'utilisation du Congrès comme une tribune personnelle,. La motion est rejetée, par 195 voix contre, 67 pour et 71 abstentions.

### Fin de parcours politique
Ayant affirmé, en juin 1988, sa candidature au IXe congrès national de l'Alliance populaire, prévu en janvier 1989, il renonce le 3 janvier à s'opposer à Manuel Fraga, également candidat. Lors de son discours de départ, le 20 janvier, devant les délégués, il affirme avoir fait ce qu'il a pu, ajoutant qu'il n'a pas toujours reçu les soutiens nécessaires. Il devient alors président du groupe du nouveau Parti populaire (PP), qui remplace l'AP, au Sénat. Au mois de septembre suivant, Soledad Becerril lui est préférée comme tête de liste dans la province de Séville pour les élections générales anticipées d'octobre. Il n'est pas réélu au Sénat en juillet 1990 et quitte alors la vie politique. Il exerce depuis le métier d'avocat.
Il est cité dans l'affaire des Panama Papers en avril 2016.